# Thomas Lipton

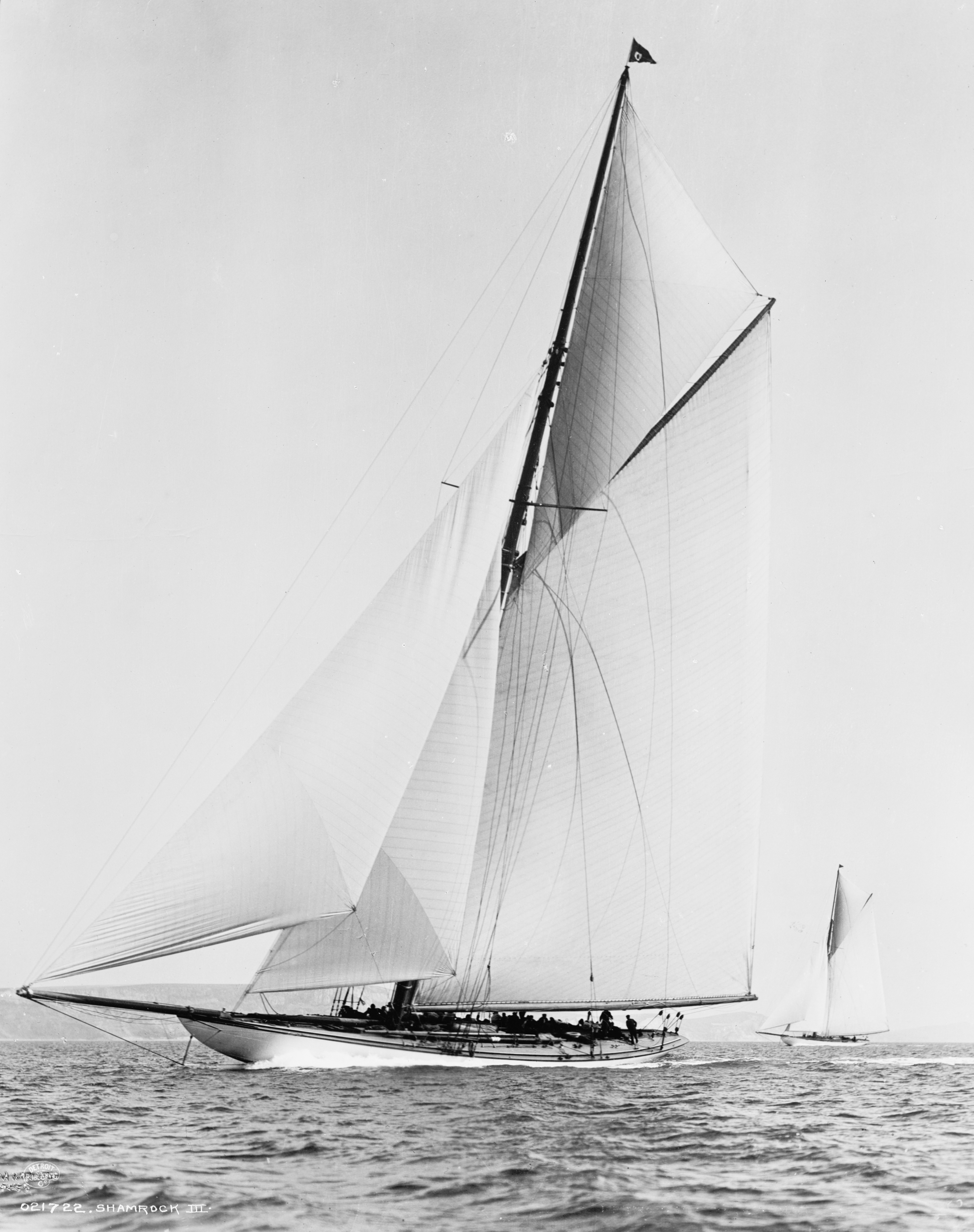
Shamrock III (hacia 1899)

Thomas Johnstone Lipton (Glasgow, 10 de mayo de 1850-Londres, 2 de octubre de 1931) fue un comerciante y aficionado a la vela británico, creador de la famosa marca de té Lipton y uno de los más persistentes competidores de la historia de la Copa América.

## Biografía
En 1865 Lipton marchó a los Estados Unidos y allí desempeñó varios trabajos. Regresó a Gran Bretaña cinco años después y abrió su primera tienda de alimentación en Glasgow. Su empresa tuvo éxito y pronto Lipton fundó una cadena de tiendas de comestibles en Gran Bretaña. Mientras Lipton ampliaba su imperio los precios del té bajaban y las ventas de productos alimenticios aumentaban entre su clientela de clase media. En 1888, cuando su cadena había crecido hasta alcanzar las 300 tiendas, entró en el mercado del té. Comenzó utilizando unos canales de distribución mayorista que le permitieron vender té a unos precios sin precedentes, llegando así a un sector del mercado aún sin explotar: el formado por la clase obrera. Para garantizar el suministro de sus tiendas con productos Lipton compró plantaciones propias y fundó la famosa marca de té Lipton que existe aún hoy. También fue el primero en patentar las bolsitas de té. 
Los reyes Eduardo VII y Jorge V compartían con Lipton su interés por la vela y disfrutaban de su compañía. Entre 1899 y 1930 desafió a los poseedores americanos de la Copa América a través del club náutico Royal Ulster Yacht Club (Lipton era de ascendencia irlandesa) en cinco ocasiones con sus barcos llamados Shamrock (el último fue Shamrock V). Sus publicitados esfuerzos por ganar la copa, que le valieron una copa especialmente diseñada para "El mejor de todos los perdedores", hicieron famosa su marca de té en los Estados Unidos. Como hombre hecho a sí mismo, procedente de la clase media, por naturaleza Lipton no pertenecía a la clase alta Británica y el Royal Yacht Squadron no lo admitió hasta poco antes de morir. Uno de los legados de Sir Thomas Lipton tiene lugar desde 1976 en aguas españolas, más concretamente en Javea (Alicante), donde la familia de Thomas Lipton a través de su representante en España, cedió una réplica de uno de los barcos de Lipton como trofeo para una regata a Federico Gimeno, Comodoro del Club Náutico de Javea por aquel entonces. La única condición de Mr. Richi, representante para España de Lipton, fue que este Trofeo nunca abandonara las instalaciones del Club Náutico de Javea, y fuera entregado al ganador durante todas las ediciones. Sobre su peana se añadiría una chapa con el nombre del ganador de cada edición.
En 1905 Lipton donó a Argentina y Uruguay una copa para ser jugada entre seleccionados de fútbol de ambos países, que llevó el nombre de Copa de Caridad Lipton y que constituye la más antigua entre países, del Río de la Plata. Antes de que tuviera lugar la primera Copa del Mundo de Fútbol en 1930 Thomas Lipton organizó también, el Trofeo Sir Thomas Lipton, de carácter internacional, que se disputó en Turín en 1909 y 1911.